# Mantispa perla
Mantispa perla is een insect uit de familie van de Mantispidae, die tot de orde netvleugeligen (Neuroptera) behoort. 
Mantispa perla is voor het eerst wetenschappelijk beschreven door Pallas in 1772.